# Limitless (альбом NCT 127)
Limitless — второй мини-альбом южнокорейского бой-бенда NCT 127, второго юнита NCT. Он был выпущен компанией SM Entertainment 6 января 2017 года в цифровом виде и 9 января в физическом виде.
Limitless стал первым альбом NCT 127 как группы из девяти участников, с добавлением Доёна и Джонни в 2016 году.

## Предпосылки и релиз
27 декабря 2016 года NCT 127 объявили о своём втором
мини-альбоме, Limitless. Они также представили Доёна (который ранее дебютировал в NCT U) и Джонни в качестве новых участников NCT 127. Музыкальные видео-тизеры были выпущены для каждого участника с 27 декабря 2016 года по 3 января 2017 года. Два музыкальных клипа на заглавный трек «Limitless» были выпущены 5 января. Альбом был выпущен в цифровом виде 7 января он был физически выпущен 9 января.
Песня «Good Thing» была выпущена ранее для сотрудничества с W Korea и другими моделями. Только Юта, Тэён, Джехён, Марк и ВинВин участвовали в NCT, и видео было выпущено 5 декабря 2016 года.

## Промоушен
NCT 127 провели свой первый этап возвращения на M Countdown 5 января, где они исполнили «Limitless» и B-сайд трек «Good Thing». Они провели свой первый фансайн для Limitless 12 января, 8:30 вечера KST в Seoul Women’s Plaza.

## Коммерческий успех
Limitless вошел под номером один в чарте Gaon Album в выпуске chart от 8-14 января 2017 года. В США мини-альбом возглавил мировой альбомный чарт Billboard за неделю, закончившуюся 28 января 2017 года, а также вошел под номером четыре в чарте альбомов Billboard Heatseekers.
Заглавный трек «Limitless» занял четвёртое место в чарте Billboard World Digital Songs за неделю, закончившуюся 28 января 2017 года. Альбом продал 121 109 физических копий по состоянию на декабрь 2017 года. Ведущий сингл «Limitless» был назван Dazed Digital' как одна из «20 лучших песен K-Pop 2017 года».

## Трек-лист
| №                   | Название                                                                                    | Текст песни                 | Музыка | Arrangement                              | Длительность |
| ------------------- | ------------------------------------------------------------------------------------------- | --------------------------- | --- | ---------------------------------------- | ------------ |
| 1.                  | «Limitless» (無限的我, wúxiàn de wǒ; 무한적아, muhanjeog-a)                                 | Kenzie                      | Kenzie The Underdogs Kevin Randolph Patrick "J. Que" Smith Brittany Burton Dewain Whitmore Jr. Andrew Hey | Kenzie                                   | 4:07         |
| 2.                  | «Good Thing»                                                                                | JQ Hwang Jiwon Taeyong Mark | Justin Gray Steve Daly DeCarlo                                                                            | Justin Gray Steve Daly                   | 3:40         |
| 3.                  | «Back 2 U (AM 01:27)»                                                                       | 1월 8일 Seo Minji Taeyong   | The Stereotypes August Rigo Prism Filter                                                                  | The Stereotypes August Rigo Prism Filter | 3:55         |
| 4.                  | «Heartbreaker» (롤러코스터, rolleokoseuteo)                                                 | Hwang Jiwon                 | Coach & Sendo Jantine Annika Heij Cimo Fränkel Rik Annema                                                 | Coach & Sendo                            | 3:14         |
| 5.                  | «Baby Don't Like It» (나쁜 짓, nappeun jit sung by Taeil, Taeyong, Doyoung, Mark & Haechan) | G.Soul Taeyong Mark         | Jamil "Digi" Chammas Tay Jasper Jonathan Perkins MZMC G.Soul Taeyong Mark                                 | Jamil "Digi" Chammas                     | 2:39         |
| 6.                  | «Angel»                                                                                     | Mr. Cho Taeyong Mark        | Mr. Cho                                                                                                   | Cheongdam-dong Park Kunwoo               | 4:09         |
| Общая длительность: | Общая длительность:                                                                         | Общая длительность:         | Общая длительность:                                                                                       | Общая длительность:                      | 21:58        |

## Чарты
| Chart (2017)                     | Peak position |
| -------------------------------- | ------------- |
| Japanese Albums (Oricon)         | 13            |
| South Korean Albums (Gaon)       | 1             |
| Taiwanese Albums (Five Music)    | 4             |
| US Heatseekers Album (Billboard) | 4             |
| US World Albums (Billboard)      | 1             |

## Продажи и сертификации
| Страна      | Продажи |
| ----------- | ------- |
| Южная Корея | 121,109 |
| Япония      | 11,179+ |